# Lancer du marteau masculin aux championnats du monde d'athlétisme 2015
Pour un article plus général, voir Championnats du monde d'athlétisme 2015.
Navigation
Moscou 2013 Londres 2017
L'épreuve du lancer du marteau masculin des championnats du monde de 2015 s'est déroulée les 22 et 23 août 2015 dans le Stade national, le stade olympique de Pékin. Elle est remportée par le Polonais Paweł Fajdek.

## Records et performances

### Records
Les records du lancer du marteau hommes (mondial, des championnats et par continent) étaient avant les championnats 2015 les suivants.
| Record                    | Athlète            | Pays             | Distance | Lieu      | Date             |
| ------------------------- | ------------------ | ---------------- | -------- | --------- | ---------------- |
| Record du monde           | Youri Sedykh       | Union soviétique | 86,74 m  | Stuttgart | 30 août 1986     |
| Record des championnats   | Ivan Tsikhan       | Biélorussie      | 83,63 m  | Osaka     | août 2007        |
| Record d'Afrique          | Mostafa al-Gamal   | Égypte           | 81,27 m  | Le Caire  | 21 mars 2014     |
| Record d'Asie             | Kōji Murofushi     | Japon            | 84,86 m  | Prague    | 29 juin 2003     |
| Record d'Amérique du Nord | Lance Deal         | États-Unis       | 82,52 m  | Milan     | 7 septembre 1996 |
| Record d'Amérique du Sud  | Juan Ignacio Cerra | Argentine        | 76,42 m  | Trieste   | 25 juillet 2001  |
| Record d'Europe           | Youri Sedykh       | Union soviétique | 86,74 m  | Stuttgart | 30 août 1986     |
| Record d'Océanie          | Stuart Rendell     | Australie        | 79,29 m  | Varaždin  | 6 juillet 2002   |

### Performances
Les dix lanceurs du marteau les plus performants de l'année sont, avant les championnats, les suivants.
|    | Athlète           | Pays        | Distance | Lieu         | Date            |
| -- | ----------------- | ----------- | -------- | ------------ | --------------- |
| 1  | Paweł Fajdek      | Pologne     | 83,93 m  | Szczecin     | 15 juin 2015    |
| 2  | Krisztián Pars    | Hongrie     | 79,91 m  | Cetniewo     | 1er août 2015   |
| 3  | Mostafa Elgamel   | Égypte      | 79,90 m  | Le Caire     | 25 juillet 2015 |
| 4  | Dilshod Nazarov   | Tadjikistan | 79,36 m  | Ostrava      | 25 mai 2015     |
| 5  | Yevhen Vynohradov | Ukraine     | 79,25 m  | Ouman        | 3 juillet 2015  |
| 6  | Serghei Marghiev  | Moldavie    | 78,72 m  | Chișinău     | 30 mai 2015     |
| 7  | Wojciech Nowicki  | Pologne     | 78,71 m  | Białystok    | 3 mai 2015      |
| 8  | Dzmitry Marshyn   | Azerbaïdjan | 78,52 m  | Brest        | 15 mai 2015     |
| 9  | Marco Lingua      | Italie      | 78,29 m  | Loughborough | 18 juillet 2015 |
| 10 | Suhrob Khodjaev   | Ouzbékistan | 78,22 m  | Almaty       | 25 juillet 2015 |

## Faits marquants
Le Polonais Fajdek est le seul à lancer au-delà des 80 mètres et conserve ainsi son titre mondial acquis en 2013.

## Médaillés
| Or           | Argent          | Bronze           |
| Pawel Fajdek | Dilshod Nazarov | Wojciech Nowicki |

## Résultats

### Finale
| Rang               | Athlète               | Pays        | Essais  | Essais  | Essais  | Essais  | Essais  | Essais  | Marque  | Notes |
| Rang               | Athlète               | Pays        | 1       | 2       | 3       | 4       | 5       | 6       | Marque  | Notes |
| ------------------ | --------------------- | ----------- | ------- | ------- | ------- | ------- | ------- | ------- | ------- | ----- |
| Médaille d'or      | Paweł Fajdek          | Pologne     | 76,40 m | x       | 80,64 m | 80,88 m | 79,34 m | 78,29 m | 80,88 m |       |
| Médaille d'argent  | Dilshod Nazarov       | Tadjikistan | 76,83 m | 77,61 m | 76,17 m | 78,06 m | 78,55 m | 76,60 m | 78,55 m |       |
| Médaille de bronze | Wojciech Nowicki      | Pologne     | 76,14 m | 76,73 m | 77,20 m | x       | 75,80 m | 78,55 m | 78,55 m |       |
| 4                  | Krisztián Pars        | Hongrie     | 76,33 m | 75,98 m | 77,32 m | x       | 76,40 m | 77,05 m | 77,32 m |       |
| 5                  | Sergey Litvinov       | Russie      | 70,75 m | 77,09 m | 77,24 m | x       | 77,04 m | x       | 77,24 m | SB    |
| 6                  | David Söderberg       | Finlande    | 76,92 m | 74,75 m | 75,70 m | 75,48 m | 75,32 m | 75,19 m | 76,92 m | SB    |
| 7                  | Mostafa al-Gamal      | Égypte      | 74,70 m | 76,25 m | 76,81 m | x       | x       | 75,77 m | 76,81 m |       |
| 8                  | Marcel Lomnický       | Slovaquie   | 73,71 m | 74,36 m | 75,62 m | 75,79 m | 75,72 m | 74,82 m | 75,79 m |       |
| 9                  | Ashraf Amgad el-Seify | Qatar       | x       | 72,90 m | 74,09 m |         |         |         | 74,09 m |       |
| 10                 | Tuomas Seppänen       | Finlande    | x       | 71,85 m | 73,18 m |         |         |         | 73,18 m |       |
| 11                 | Nick Miller           | Royaume-Uni | x       | x       | 72,94 m |         |         |         | 72,94 m |       |
| 12                 | Roberto Janet         | Cuba        | x       | 72,50 m | 71,79 m |         |         |         | 72,50 m |       |

### Qualifications
Qualification pour la finale : 77,00m (Q) ou au moins les 12 meilleures performances (q).
| Classement | Groupe | Nom                   | Nationalité | 1er essai | 2e essai | 3e essai | Résultat | Notes |
| ---------- | ------ | --------------------- | ----------- | --------- | -------- | -------- | -------- | ----- |
| 1          | A      | Paweł Fajdek          | Pologne     | 76,46 m   | 78,38 m  |          | 78,38 m  | Q     |
| 2          | A      | Nick Miller           | Royaume-Uni | 77,42 m   |          |          | 77,42 m  | Q     |
| 3          | B      | Sergey Litvinov       | Russie      | 74,75 m   | 76,79 m  | –        | 76,79 m  | q     |
| 4          | B      | Wojciech Nowicki      | Pologne     | 75,52 m   | x        | 76,72 m  | 76,72 m  | q     |
| 5          | B      | Ashraf Amgad el-Seify | Qatar       | 72,01 m   | 75,03 m  | 76,51 m  | 76,51 m  | q     |
| 6          | A      | David Söderberg       | Finlande    | 73,30 m   | 75,96 m  | 75,42 m  | 75,96 m  | q     |
| 7          | A      | Dilshod Nazarov       | Tadjikistan | 74,86 m   | 75,56 m  | –        | 75,56 m  | q     |
| 8          | B      | Mostafa al-Gamel      | Égypte      | 75,48 m   | x        | 74,06 m  | 75,48 m  | q     |
| 9          | B      | Krisztián Pars        | Hongrie     | 75,37 m   | 74,41 m  | 75,02 m  | 75,37 m  | q     |
| 10         | B      | Roberto Janet         | Cuba        | x         | 74,77 m  | 75,28 m  | 75,28 m  | q     |
| 11         | B      | Tuomas Seppänen       | Finlande    | 74,74 m   | x        | 73,43 m  | 74,74 m  | q, SB |
| 12         | A      | Marcel Lomnický       | Slovaquie   | 73,10 m   | x        | 74,51 m  | 74,51 m  | q     |
| 13         | B      | Conor McCullough      | États-Unis  | 72,40 m   | 72,05 m  | 74,31 m  | 74,31 m  |       |
| 14         | A      | Yevhen Vynohradov     | Ukraine     | 71,01 m   | x        | 74,09 m  | 74,09 m  |       |
| 15         | B      | Mark Dry              | Royaume-Uni | 72,13 m   | 71,24 m  | 73,87 m  | 73,87 m  |       |
| 16         | A      | Kibwe Johnson         | États-Unis  | 71,72 m   | 73,75 m  | 73,33 m  | 73,75 m  |       |
| 17         | B      | Eşref Apak            | Turquie     | 73,01 m   | x        | x        | 73,01 m  |       |
| 18         | A      | Yury Shayunou         | Biélorussie | x         | 72,07 m  | 72,87 m  | 72,87 m  |       |
| 19         | A      | Marco Lingua          | Italie      | 72,01 m   | x        | 72,85 m  | 72,85 m  |       |
| 20         | A      | Lukáš Melich          | Tchéquie    | 71,89 m   | 70,11 m  | 72,12 m  | 72,12 m  |       |
| 21         | B      | Ivan Tsikhan          | Biélorussie | 70,30 m   | 71,88 m  | x        | 71,88 m  |       |
| 22         | A      | Wagner Domingos       | Brésil      | 71,35 m   | 71,82 m  | x        | 71,82 m  |       |
| 23         | B      | Serghei Marghiev      | Moldavie    | x         | 71,61 m  | 71,45 m  | 71,61 m  |       |
| 24         | A      | A. G. Kruger          | États-Unis  | x         | 71,56 m  | x        | 71,56 m  |       |
| 25         | A      | Pavel Bareisha        | Biélorussie | x         | 71,41 m  | 71,23 m  | 71,41 m  |       |
| 26         | A      | Suhrob Khodjaev       | Ouzbékistan | 70,45 m   | 70,99 m  | 71,24 m  | 71,24 m  |       |
| 27         | B      | Ákos Hudi             | Hongrie     | 71,15 m   | x        | x        | 71,15 m  |       |
| 28         | A      | Bence Pásztor         | Hongrie     | 71,10 m   | 70,68 m  | 71,14 m  | 71,14 m  |       |
| 29         | B      | Javier Cienfuegos     | Espagne     | 69,38 m   | 68,37 m  | 70,96 m  | 70,96 m  |       |
| 30         | B      | Roberto Sawyers       | Costa Rica  | x         | 65,53 m  | 66,64 m  | 66,64 m  |       |